# Fiemel (plaats)

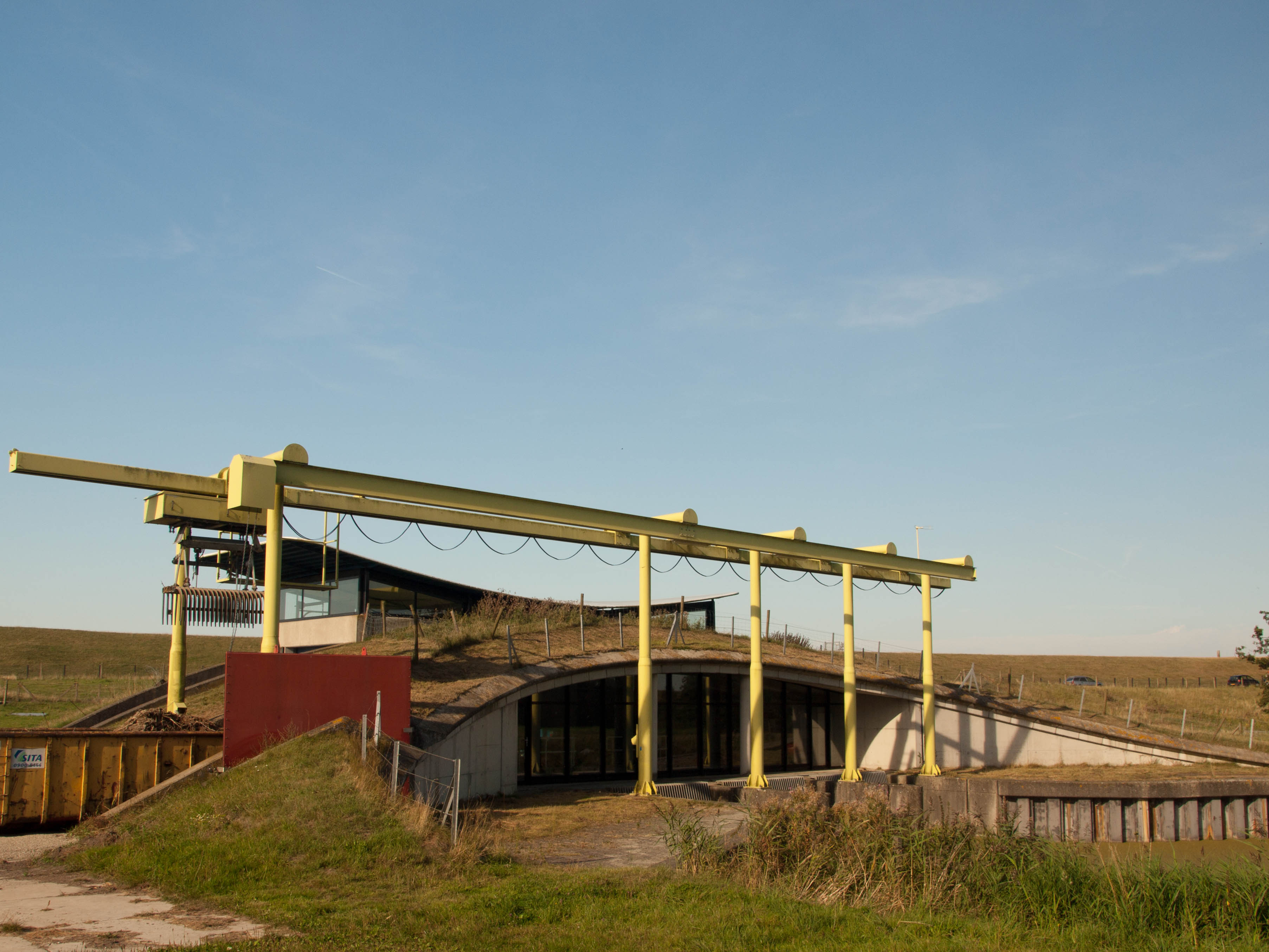
Het gelijknamige gemaal van Fiemel

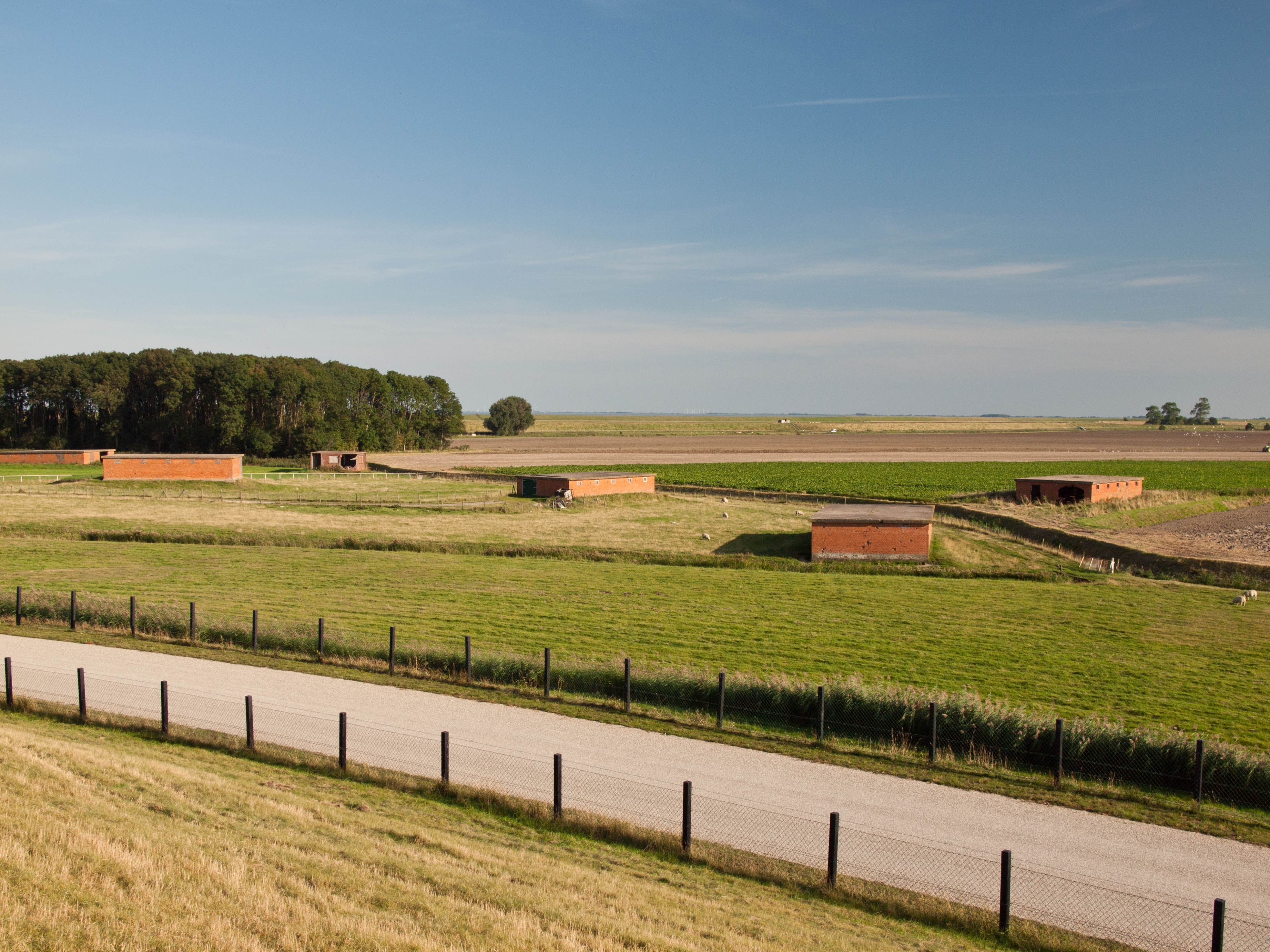
Bunkers uit de Tweede Wereldoorlog bij Fiemel / Punt van Reide

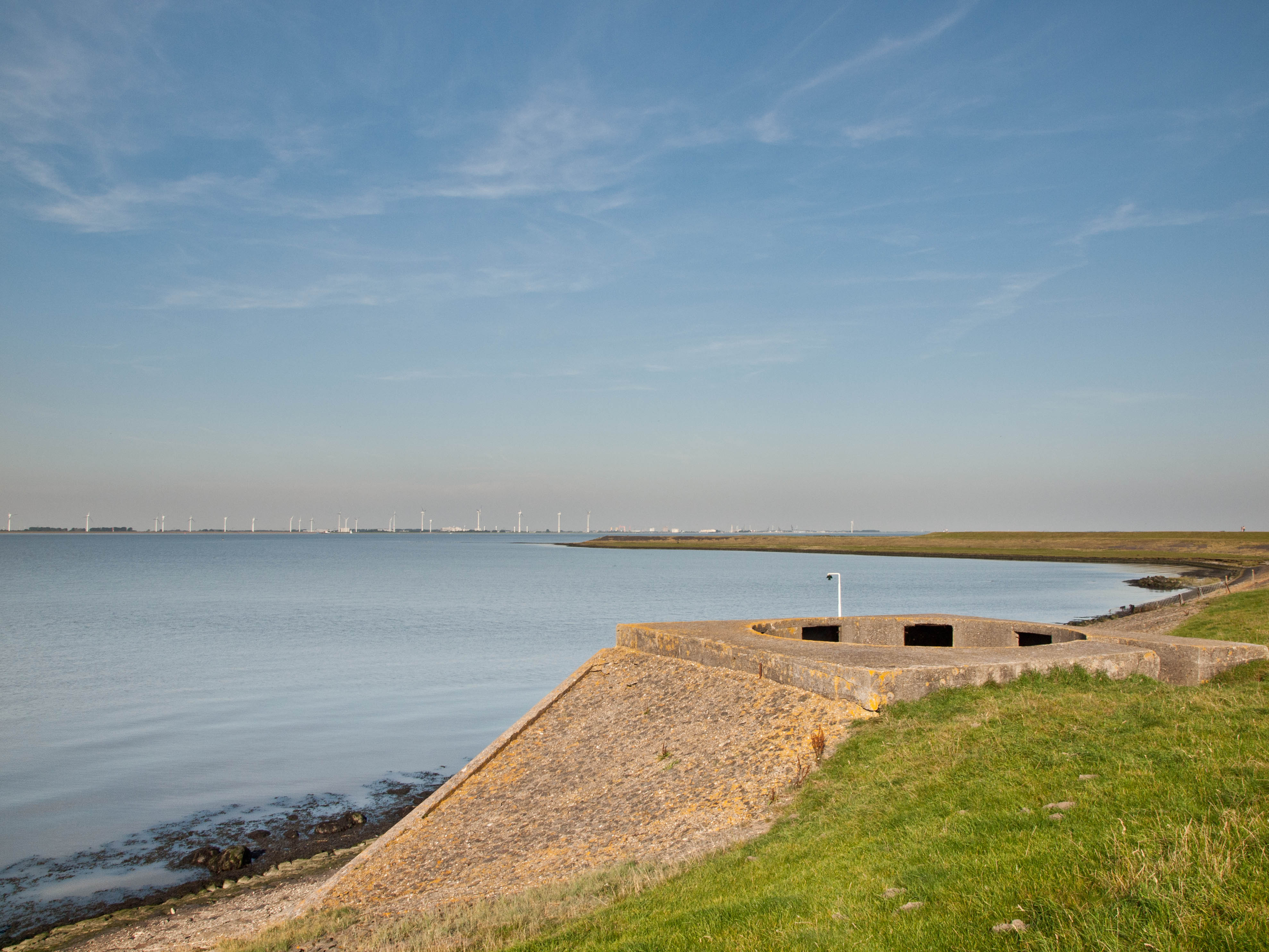
Geschutsokkel met uitzicht op de Punt van Reide

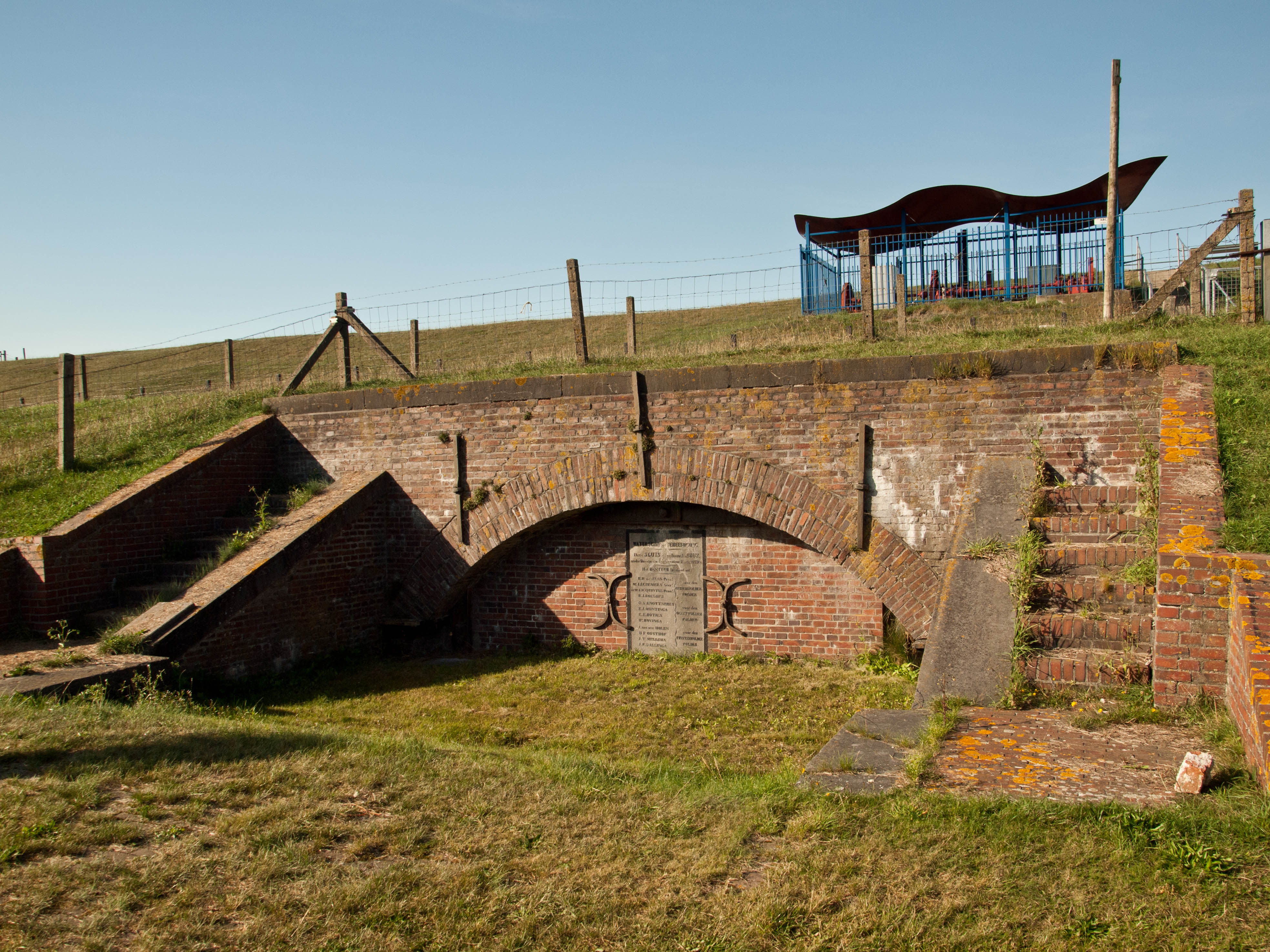
Overblijfsel oude spuisluis

Fiemel is een gehucht in de Nederlandse gemeente Eemsdelta, dat vanouds onder Termunten viel. Het ligt ten oosten van dit dorp, direct aan de Dollard aan de zuidkant van de Punt van Reide.
In de Tweede Wereldoorlog bouwden de Duitse bezetters bij Fiemel een aantal bunkers. Deze maakten deel uit van de Atlantikwall en dienden tevens ter verdediging van de stad Emden, die tegenover Fiemel aan de Eemsmonding ligt. Bij de bevrijding van dit deel van de provincie Groningen werd vanuit die bunkers zwaar verzet geboden. Het naburige Nieuwolda werd daarbij zwaar beschadigd. Een aantal van de bunkers is bewaard gebleven.
Bij het gehucht staat een gelijknamig gemaal. Tevens is er een bezoekerscentrum van Het Groninger Landschap. Deze natuurorganisatie beheert zowel de nabijgelegen Breebaartpolder als de Punt van Reide.

## Geschiedenis
Oorspronkelijk was Fiemel een wierdedorp, dat omstreeks het jaar 1000 Fimelon werd genoemd. De naam betekent vermoedelijk 'dorp aan de geweldige stroom'. In 1441 wordt het dorp vermeld als Fijmolen, in 1445 als  Fimela, in 1487 als to Fymelen en in 1547 als Fi(j)mele.
Bij Fiemel mondde kennelijk het riviertje Fiemel Ae (Ffimell Ee, Fymele Ae, Fijmelinger Æ, Finser Ae) in zee, dat tussen Oostwold en Finsterwolde in het hoogveen ontsprong. De monding was al rond 1400 afgedamd, waardoor men in het stroomgebied van de Munter Ae te maken kreeg met wateroverlast. Dit riviertje vormde tevens de grens tussen de beide landschappen Oldambt en het Reiderland. Volgens Johan Rengers van Ten Post hadden Fimelinge unde noch een ander dorp, elck van 7 of 8 husen up een weerde en waren het vanouds grote schone dorpen. Deze dorpen moeten omstreeks het jaar 1500 zijn verdronken. Het dorp vormde tevens tot halverwege de vijftiende eeuw een eigen rechtstoel binnen het kerspel Termunten. Fiemel en Fiemelerhamrik waren omstreeks 1520 nog zo'n 780 grazen (330 hectare) groot. Kort daarna werd een zomerdijk gelegd richting Woldendorp (de Dallingeweersterdijk), die later werd uitgebouwd tot zeedijk, waardoor het gebied rond de Punt van Reide buitendijks kwam te liggen en grotendeels verloren ging.

## Fiemel in de Tweede Wereldoorlog
In het jaar 1940 kwamen de eerste twaalf Duitse militairen naar de Punt van Reide. Als eerste handeling plaatsten ze een zoeklicht op het voorste puntje van de Punt. Later werd dit zoeklicht verplaatst naar een stenen gebouwtje, dat er nu nog staat. Ook werden vier funderingen gelegd voor luchtafweergeschut. Deze betonplaten liggen er nog. Het zoeklicht was ervoor om de Eems en Dollard af te zoeken naar vijandige vaartuigen. Bootjes met drinkwater vanuit de tegenover liggende Duitse stad Emden legden aan bij een pier, die er nu ligt. Destijds was de pier voorzien van een plankpad. Dit is inmiddels geheel verdwenen door verrotting en ijsgang in de Eems.
Naast en onder het zoeklicht werd een bunker gebouwd voor ondergrondse opslag van drinkwater en proviand. In de buurt van het zoeklicht werd tevens een brandvijver gegraven; ernaast werd een stenen brandspuitschuurtje gebouwd, zodat men in geval van brand de spuit bij de hand had.
Rond dit stenen gebouwtje liep een gracht, waarvan de contouren nog te zien zijn. Aan de zuidkant van de Dollard lag een gat van 10 meter in doorsnee en in het midden ervan zat een zogenaamde wel. Hieruit kwam zoet water, dat als drinkwater diende voor het vee.
Deze eerste kwartiermakende militairen werden gehuisvest in een salonwagen. Van de ene naar de andere wierde werd een verhoogd plankpad aangelegd van zogenaamde "props". Dit zijn ronde boomstammetjes van ongeveer 2 meter lang en 12 cm rond. De palen werden met schepen vanuit Zweden aangevoerd in Delfzijl. Om de palen bij elkaar te houden werden ze onderling verbonden met ijzerdraad en vastgemaakt aan in de grond geslagen iets dikkere palen. Over de boomstammetjes had men een dikke laag "sintel" (slakken) gelegd. Hierover reden auto's en karren om het bouwmateriaal naar de Punt te brengen.
In 1941 werd de volgende lichting Duitsers overgebracht naar de Punt. In eerste instantie ging het om ongeveer honderd soldaten; zij werden gehuisvest in een twintigtal "wohnwagen" die op de voorste wierde werden gezet De "wohnwagen" werden op palen geplaatst, om te voorkomen dat met hoogwater het Dollardwater naar binnen zou lopen. Voor het opwekken van elektriciteit werd voor op de punt een aggregaat geplaatst. Naast de barakken werd een groot vierkant gat gegraven, nu ook nog te zien, voor de opvang van regenwater. Dat water kon zo nodig ook gebruikt worden als er brand uitbrak terwijl het laagwater was. Het zeewater staat dan namelijk ver weg in een wadgeul, waardoor het niet bereikbaar is.
De Duitse soldaten zwommen af en toe in deze vijver, waardoor deze lokaal beter bekend is als "het zwembad". De klei die uit het "zwembad" kwam werd naar de voorste punt gebracht om de geschutsstelling op te hogen. Ook werden er twee dubbele batterijen geschut en diverse munitiegebouwtjes geplaatst.
Om het geheel goed te camoufleren werd het "bewoonde" gedeelte van de Punt afgeschermd met stroken kippengaas met daardoorheen gevlochten bosjes heide. Achter deze afscherming werd een kleirug aangebracht, die weer werd afgedekt met graszoden om wegspoelen tegen te gaan. Zelfs de gebouwen en woonwagens werden zwart, groen en bruin geschilderd, zodat het vanaf een afstand en vanuit de lucht op een dorp met een bosgebied leek. Tijdens die werkzaamheden vonden de werklieden skeletten, die in zee werden gegooid.
Nog tijdens de bouw van de verdedigingswerken op de Punt, fluisterden enkele inwoners van Termunten al: "de Duitsers begaan een grote fout, laten ze de winter maar even afwachten." Ze kregen gelijk. Door de af en toe erg hoge waterstand moesten de Duitsers zich tegen het eind van 1941 terugtrekken naar een hoger gelegen gedeelte van de Punt. Tijdens de winter van 1942/43 nam drijfijs bezit van de Punt, waardoor verblijf daar onmogelijk was. De Punt werd ontruimd en alles werd naar Fiemel gebracht, waar een enorm bunkercomplex werd neergezet.
In 1943 vestigden de Duitsers zich definitief op Fiemel. Na de verhuizing werd het originele geschut op de Punt vervangen door houten kanonlopen en luchtafweergeschut. In deze periode is er geen bom of granaat gevallen op de Punt.
Het gebied tussen Delfzijl en Nieuwe Statenzijl is een van de laatste stukjes Nederland dat in 1945 werd bevrijd van de Duitse bezetting. Op 15 april 1945 dachten de bewoners van Termunten en Woldendorp dat ze bijna bevrijd waren, enkele gedemoraliseerde Duitse eenheden trokken in wanorde weg naar Duitsland. De teleurstelling onder de bevolking was groot toen ze de volgende dag zagen dat er nieuwe, verse en fanatieke bezetters terugkwamen. Ze legden verdedigingslinies aan in de polders tussen Termunten en Woldendorp. Het geschut bij Fiemel en in de Carel Coenraadpolder bombardeerde Nieuwolda. Enkele geallieerde tanks bereikten weliswaar de Binnen Ae (bij Woldendorp), maar die moesten zich weer terugtrekken.
Op 17 april werd Woldendorp ontruimd, de volgende dag het gebied rond Fiemel. Tijdens de gevechten kwamen Wagenborgen en Nieuwolda enkele keren in andere handen; de geallieerden kwamen overdag, maar moesten zich enkele keren tegen de avond weer terugtrekken. Woldendorp, Termunterzijl, Termunten en Fiemel lagen in de laatste week van april vrijwel constant onder vuur. Op verschillende plaatsen sloegen voltreffers in, verscheidene mensen verloren in de laatste dagen van de oorlog het leven.
Op 27 en 28 april staken terugtrekkende Duitse soldaten alle boerderijen in de Carel Coenraadpolder en Joh. Kerkhovenpolder in brand. Op 28 april bereikten de Canadese bevrijders Borgsweer; de bezetters trokken zich steeds meer terug op de stellingen Fiemel en Carel Coenraadpolder. Op 29 april werden Borgsweer en Termunterzijl bevrijd. In de ochtend van 30 april omstreeks 5 uur bevrijdden Canadese militairen Termunten en in de voormiddag trokken deze troepen via Woldendorp naar bevrijd gebied rond Oostwold en Midwolda. Op 1 mei werd de stelling Fiemel voor de geallieerden ingenomen door Poolse en Canadese militairen. Een weekje later konden de geëvacueerde bewoners van Woldendorp en Termunten naar hun dorpen terug, althans wat daar nog van over was.
Groningen: Steden en dorpen      Nederland: Provincies · Gemeenten